# 大名古屋十二支
大名古屋十二支（だいなごやじゅうにし）とは、名古屋市にある十二支に因む守護仏を廻る札所である。戦後に廃れた名古屋七福神に代わり名古屋まつりと同時期に始められた札所めぐりでもある。大須観音が総括しており、十二支に関する位置はここを基準として当時の名古屋市の十二区に振り分けられており、名古屋七福神と同様に宗派ごとの統一はない。

## 歴史
名古屋七福神が名古屋市での戦災により、札所の多くが活動が不能の状態となり、七福神めぐりは中断を余儀なくされた。生活に余裕が出始めた1955年頃になってから当時の十二区を恵方とする参拝が行われようになり、現在のなごや七福神が行われる1987年頃までは賑っていた。
大名古屋十二支が開設された当時は天白区、名東区は千種区、昭和区の一部であり、後に名古屋市の一部になった守山区は守山市、緑区は当時は愛知郡と知多郡に所属しており、名古屋市ではなかった。当時の守山市を含む東春日井郡では別に蓬莱七福神と呼ばれる七福神めぐりが行われており、宝船の龍泉寺を含む8つの寺院で行われ、その6つの寺院は現在は守山区に所在する。

## 札所一覧
| 寺社   | 通称（堂名） | 干支 | 宗派         | 所在地         | 守り本尊   | 備考                         |
| ------ | ------------ | ---- | ------------ | -------------- | ---------- | ---------------------------- |
| 久国寺 |              | 子年 | 曹洞宗       | 名古屋市北区   | 観世音菩薩 |                              |
| 建中寺 |              | 丑年 | 浄土宗鎮西派 | 名古屋市東区   | 虚空蔵菩薩 |                              |
| 日泰寺 |              | 寅年 | 単立         | 名古屋市千種区 | 虚空蔵菩薩 |                              |
| 興正寺 |              | 卯年 | 高野山真言宗 | 名古屋市昭和区 | 文殊菩薩   |                              |
| 龍泉寺 |              | 辰年 | 曹洞宗       | 名古屋市瑞穂区 | 普賢菩薩   |                              |
| 笠覆寺 | 笠寺観音     | 巳年 | 真言宗智山派 | 名古屋市南区   | 普賢菩薩   |                              |
| 雲心寺 |              | 午年 | 浄土宗鎮西派 | 名古屋市熱田区 | 勢至菩薩   |                              |
| 善光寺 |              | 未年 | 浄土宗西山派 | 名古屋市港区   | 大日如来   |                              |
| 観音寺 | 荒子観音     | 申年 | 天台宗       | 名古屋市中川区 | 大日如来   |                              |
| 願成寺 |              | 酉年 | 天台宗       | 名古屋市中村区 | 不動明王   |                              |
| 圓頓寺 |              | 戌年 | 日蓮宗       | 名古屋市西区   | 阿弥陀如来 |                              |
| 福生院 |              | 亥年 | 真言宗智山派 | 名古屋市中区   | 阿弥陀如来 |                              |
| 宝生院 | 大須観音     |      | 真言宗智山派 | 名古屋市中区   |            | 大名古屋十二支恵当寺総括寺院 |